# 阿爾滕巴赫河 (美因河支流)
49°55′12.63″N 9°8′42.98″E / 49.9201750°N 9.1452722°E

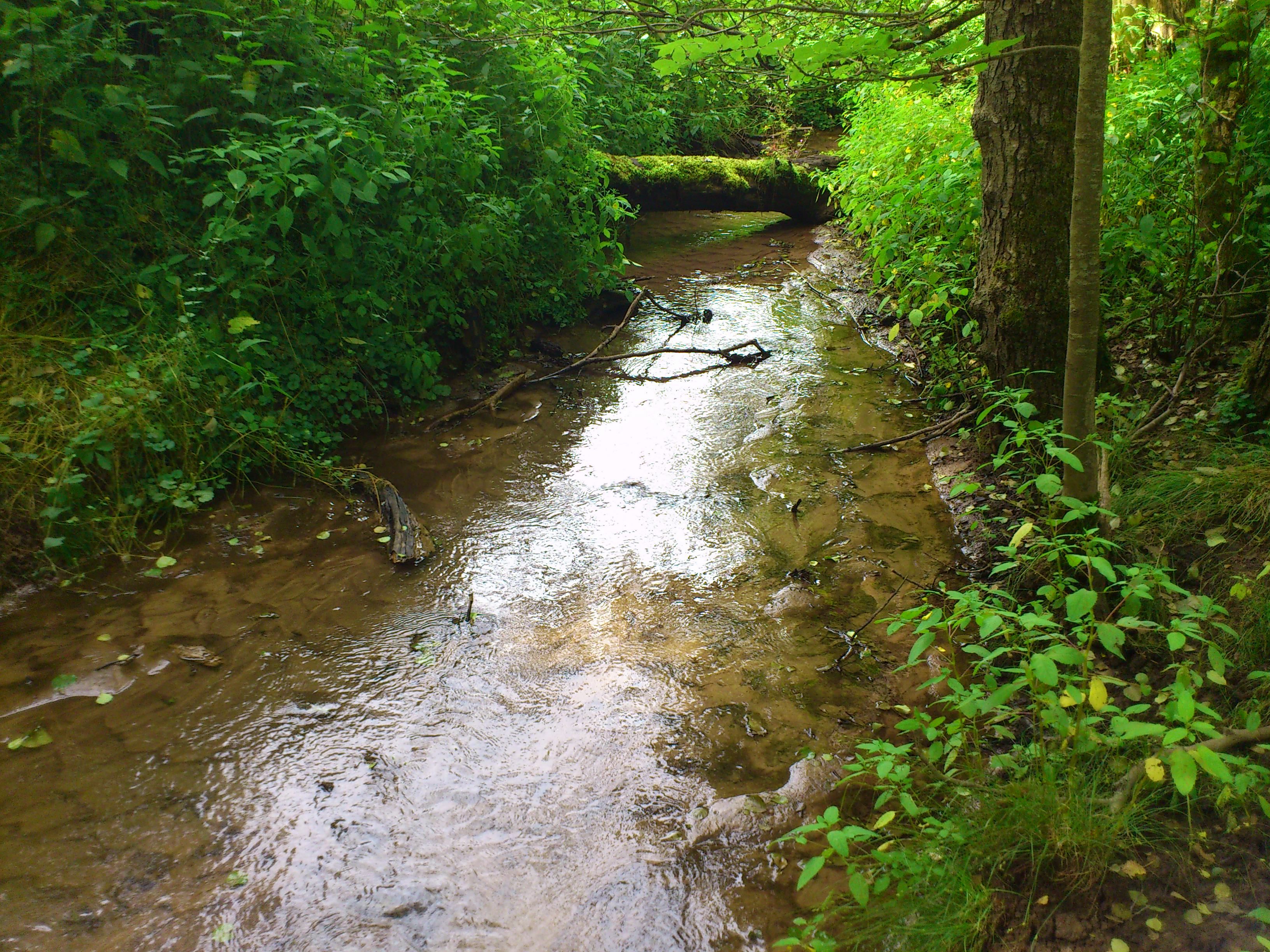

阿爾滕巴赫河（德語：Altenbach），是德國的河流，位於該國東南部，由巴伐利亞負責管轄，屬於美因河的右支流，河道全長2.9公里，流域面積8.4平方公里。